# Arcidiecéze Sant'Angelo dei Lombardi-Conza-Nusco-Bisaccia
Arcidiecéze Sant'Angelo dei Lombardi-Conza-Nusco-Bisaccia (latinsky Archidioecesis Sancti Angeli de Lombardis-Compsana-Nuscana-Bisaciensis) je římskokatolická nemetropolitní arcidiecéze v Itálii, která je sufragánní vůči arcidiecézi Benevento a je součástí církevní oblasti Kampánie. Katedrálou je kostel sv. Antonina v Sant'Angelo dei Lombardi, konkatedrály se nacházejí v Conza della Campania, Nuscu a Bisaccia.

## Stručná historie
Dnešní arcidiecéze vznikla v roce 1986 spojením čtyř starobylých diecézních sídel: Nusco, Bisaccia, Conza a Sant'Angelo dei Lombardi.
- Diecéze Conza je poprvé doložena v 8. století, od 11. století se stala metropolitní arcidiecézí.
- Diecéze Nusco byla založena v 11. století.
- Diecéze Bisaccia vznikla v 11. století a byla sufragánní k arcidiecézi Conza.
- Diecéze Sant'Angelo dei Lombardi vznikla v 11. století a byla sufragánní k arcidiecézi Conza. Od roku 1540 byla spojena s diecézí Bisaccia.

i když podle tradice zde křesťanství založila sv. Salome, matka apoštolů Jakuba a Jana. Roku 1956 byla diecéze přejmenována na Veroli-Frosinone, protože Frosinone se stalo centrem oblasti a dsídlem provincie.
Roku 1973 byly diecéze Veroli-Fronsinone a Ferentino sloučeny in persona episcopi, roku 1986 došlo k jejich plnému sloučení a diecéze dostala aktuální jméno.
Od roku 2022 je diecéze spojena in persona episcopi s diecézí Anagni-Alatri